# Jeune Afrique
Jeune Afrique és un setmanari de notícies panafricà en francès, fundat en 1960 a Tunis i posteriorment publicat en París. És la revista panafricana més reeixida. A partir de 2000 també ha mantingut una pàgina web de notícies. Segons l'OJD la difusió total de la versió de pagament de Jeune Afrique en 2012 era de 60.135 exemplars de mitjana per un tiratge mitjà de 91.760 exemplars.

## Història i perfil
Jeune Afrique va ser fundada per Béchir Ben Yahmed i altres intel·lectuals tunisians a Tunis el 17 d'octubre de 1960. Els fundadors de la publicació es traslladaren a París causa de l'estricta censura durant la presidència. de Habib Bourguiba. Cobreix les esferes polítiques, econòmiques i culturals de l'Àfrica, amb un èmfasi en la Àfrica francòfona i el Magrib.
A partir de 2000 (edició 2040) fins a principis de 2006 (edició 2354), la revista va portar el nom de Jeune Afrique L'intelligent.
Jeune Afrique és publicada per Groupe Jeune Afrique, que també publica la revista mensual francòfona Afrique magazine, la revista bimestral en francès La Revue i el mensual de notícies en anglès The Africa Report.
La seu de la revista a París ha estat atacada a França dues vegades, una vegada el 1986, i l'altra vegada el gener de 1987. La responsabilitat d'aquest últim atac va ser reivindicada pel grup nacionalista francesa Charles Martel.
La revista té una edició publicada per Tunísia, que ha estat suspesa diverses vegades per cobrir notícies delicades sobre el país. Per exemple, des de juliol de 1984 fins a gener de 1985 va ser prohibida al país. En juny de 1989 la revista també fou prohibida al Marroc. Durant aquest període va tenir un tiratge de 13.000 exemplars al país. També va ser prohibida la seva venda a Algèria en 1976 perquè se'l considerava un setmanari pro-marroquí.